# 財務大臣 (シンガポール)
シンガポールの財務大臣はシンガポールの内閣の一員で財務省の長。2007年に首相と兼務していたリー・シェンロンが辞任し、財務副大臣であったターマン・シャンムガラトナムが財務大臣になった。
| 氏名                                | 在任期間                        |
| ----------------------------------- | ------------------------------- |
| ゴー・ケンシー                      | 1959年 - 1965年                 |
| リム・キムサン                      | 1965年 - 1967年8月16日          |
| ゴー・ケンシー                      | 1959年8月17日 - 1970年          |
| ホン・スイセン                      | 1970年 - 1983年10月14日         |
| リー・クアンユー                    | 1983年10月15日 - 1983年10月23日 |
| トニー・タン                        | 1983年10月24日 - 1985年1月1日   |
| リチャード・フー                    | 1985年1月2日 - 2001年           |
| リー・シェンロン                    | 2001年 - 2007年11月30日         |
| ターマン・シャンムガラトナム        | 2007年12月1日 - 2015年9月30日   |
| ヘン・スウィーキート                | 2015年10月1日 - 2016年5月12日   |
| ターマン・シャンムガラトナム (代理) | 2016年5月12日 - 2016年8月22日   |
| ヘン・スウィーキート                | 2016年8月22日 - 2021年5月14日   |
| ローレンス・ウォン                  | 2021年5月15日 - 現職            |